# Johan Theorin
Pour les articles homonymes, voir Theorin.
Johan Theorin, né le 3 septembre 1963 à Göteborg, est un journaliste et romancier suédois, auteur de roman policier.

## Biographie
Sa famille compte des marins, des pêcheurs et, du côté de sa mère, des agriculteurs qui ont vécu pendant des siècles sur l'île d'Öland, dans la mer Baltique, nourris culturellement par le folklore insulaire et ses contes étranges. Ce cadre revient dans certains romans ultérieurs de l'écrivain.
Il exerce le métier de journaliste, puis écrit de courtes histoires publiées dans des revues et anthologies. En 2007 paraît son premier roman L'Heure trouble (Skumtimmen). Traduit en vingt-cinq langues, le roman est adapté au cinéma par Daniel Alfredson en 2013. Ce premier roman est suivi par L'Écho des morts (Nattfåk, 2008), qui remporte le prix du meilleur roman policier suédois et le prix Clé de verre, et par Le sang des pierres (Blodläge, 2010) et Rörgast (2013) pour former une sorte de quatuor romanesque dont l'action se déroule principalement sur l'île d'Öland.
Johan Theorin réside toujours dans sa ville natale de Göteborg.

## Œuvre

### Romans

#### Série duQuatuor de l'île d'Öland
- Skumtimmen (2007)  (ISBN 978-91-46-21580-6) Publié en français sous le titre L'Heure trouble, traduit par Rémi Cassaigne, Paris, Albin Michel, 2009  (ISBN 978-2-226-19067-3) ; réédition, Paris, Le Livre de poche no 32118, 2011
- Nattfåk (2008)  (ISBN 978-91-46-21834-0) Prix du meilleur roman policier suédois 2008 ; Prix Clé de verre 2009 Publié en français sous le titre L'Écho des morts, traduit par Rémi Cassaigne, Paris, Albin Michel, 2010  (ISBN 978-2-226-19579-1) ; réédition, Paris, Le Livre de poche no 32502, 2012
- Blodläge (2010)  (ISBN 978-91-46-22058-9) Publié en français sous le titre Le Sang des pierres, traduit par Rémi Cassaigne, Paris, Albin Michel, 2011  (ISBN 978-2-226-22060-8) ; réédition, Paris, Le Livre de poche no 32854, 2013
- Rörgast (2013)  (ISBN 978-91-46-22156-2)

#### Autre roman
- Sankta Psyko (2011)  (ISBN 978-91-46-22122-7) Publié en français sous le titre Froid mortel, traduit par Rémi Cassaigne, Paris, Albin Michel, 2013  (ISBN 978-2-226-24526-7)

### Recueil de nouvelles
- På stort alvar (2012)  (ISBN 978-91-46-22155-5)

## Adaptation
- 2013 : Echoes from the Dead (Skumtimmen), film suédois réalisé par Daniel Alfredson, d'après L'Heure trouble et L'Écho des morts.